# 比爾薩·蒙達國際曲棍球場
比爾薩·蒙達國際曲棍球場是一座位於印度魯吉拉的國際曲棍球場。球場以著名的自由鬥士部落首領比爾薩·蒙達的名字命名。球場總容量為20,000人，是世界上最大的全座位曲棍球場。